# Robert Scholten
Robert Scholten (* 30. April 1831 in Rees; † 30. Januar 1910 in Kleve) war ein deutscher römisch-katholischer Priester und Historiker.

## Leben und Wirken
Robert Scholten wurde als jüngstes Kind des Bäckermeisters Johann Matthias Scholten und seiner Ehefrau Rosina, geb. Bosch, in Rees geboren. Als einer der ersten Absolventen machte er 1854 am 1849 neu gegründeten Collegium Augustinianum Gaesdonck das Abitur. Nach dem Studium der Katholischen Theologie empfing Scholten 1858 in Münster die Priesterweihe. 1860 promovierte er in München bei Max von Stadlbaur mit einer Dissertation zur christlichen Archäologie und nahm noch im selben Jahr seine Tätigkeit als Religionslehrer am Königlichen Gymnasium in Kleve auf.
Seit 1879 veröffentlichte Scholten eine Vielzahl historischer Studien über Städte, Ortschaften und geistlichen Institutionen des Kleverlandes.
Er starb 1910 in Kleve.

## Schriften (Auswahl)
- Die Stadt Cleve. Beiträge zur Geschichte derselben, meist aus archivalischen Quellen. Kleve 1879 (Digitalisat).
- Clevische Chronik : nach der Originalhandschrift des Gert van der Schuren nebst Vorgeschichte und Zusätzen von Turck, einer Genealogie des Clevischen Hauses ... Boss, Cleve 1884 (Digitalisat).
- Geschichtliche Nachrichten über Cleverham, Brienen, Sombrienen und Griethausen. Cleve 1888, Digitalisat.
- Urkundliches über Moyland und Till im Kreise Cleve. In: Annalen des Historischen Vereins für den Niederrhein, insbesondere die alte Erzdiöcese Köln. Heft 50, Köln 1890,  S. 92–144.
- Das Cistercienserinnen-Kloster Grafenthal oder Vallis comitis zu Asperden im Kreise Kleve. Kleve 1899.
- Urkundliches über die Herren von Mörmter (de Munimento) und das Haus Roen in Obermörmter. In: Beiträge zur Geschichte des Niederrheins. Jahrbuch des Düsseldorfer Geschichtsvereins Düsseldorf, 1.1886–25.1912, 13. Band 1898, S. 243–273.
- Das Praemonstratenserinnen-Kloster Bedburg bei Cleve. Startz, Cleve 1901 (Digitalisat).
- Cranenburg und sein Stift. Kleve 1902 (Digitalisat).
- Geschichte der clevischen Wälder und die Stellungnahme des Kurfürstlichen und Königlichen Hauses zu denselben. Startz, Cleve 1904 (Digitalisat).
- Zur Geschichte der Stadt Cleve, nach archivalischen Quellen. Boss, Cleve 1905 (Digitalisat).
- Das Benediktinerinnen-Kloster Hagenbusch bei Xanten. Xanten 1906 (Digitalisat).
- Gaesdonck. Geschichte des Klosters der regulierten Chorherren, des Hülfspriesterseminars oder Priesterhauses und des Collegium Augustinianum bis 1873. Münster 1906 (Online).
- Marienbaum als Wallfahrtsort und ehemaliges Birgittinnen-Doppelkloster. Gesthuysen, Xanten 1909 (Digitalisat).